# 愛的立方體
《愛的立方體》，是一部描寫阿美族阿虎成為拳擊手人生勵志競技運動故事，由導演陳佳鍵所指導的電視電影，由盧學叡、李友珩、羅美玲、楊鎮、傅顯皓、段鈞豪、謝毅宏等實力派演員領銜主演，在2021年10月27日開鏡儀式，2021年11月10日拍攝殺青，於2022年4月17日在原視 21:00首播。

## 播出時間
以下時間以當地時間（台灣時間）為準

### 首播
| 頻道           | 所在地 | 播映日期    | 播映時間                  |
| 原住民族電視台 | 臺灣   | 2022年4月17 | 21:00-23:55播出（含廣告） |

## 劇情簡介
本片講述一段因被歧視的原住民族表演藝術家虎哥（盧學叡飾），透過拳擊運動、來省思自己的內心情感，找回自信、不再逃避，重新站回主位！

## 演員列表

### 主要演員
| 演員   | 角色  | 介紹 |
| 盧學叡 | 虎哥  |      |
| 李友珩 | 守文  |      |
| 羅美玲 | 雲珊  |      |
| 楊鎮   | 守義  |      |
| 傅顯皓 | Lahok |      |
| 段鈞豪 |       |      |
| 謝毅宏 |       |      |

### 次要演員
| 演員   | 角色 | 介紹 |
| 翁靖然 |      |      |

## 電視劇歌曲
| 曲別   | 歌名 | 演唱者 | 作詞 | 作曲 | 編曲 | 製作人 |
| 片頭曲 |      |        |      |      |      |        |
| 片尾曲 |      |        |      |      |      |        |

## 工作人員列表

### 製作團隊
導演：陳佳鍵

## 外部連結
- 愛的立方體的Facebook專頁
- 財團法人原住民族文化事業基金會的Facebook專頁
- 財團法人原住民族文化事業基金會-愛的立方體